# Acuífero San Jeronimito
Acuífero San Jeronimito es un acuífero de tipo costero ubicado en la región noroeste del Estado de Guerrero en México, tiene una superficie de 956.21 kilómetros cuadrados y abarca porciones de los municipios de Petatlán, Zihuatanejo de Azueta y Coyuca de Catalán. De acuerdo al catálogo de acuíferos establecidos por la Comisión Nacional del Agua le corresponde la clave 1218 y pertenece a la Región Hidrológico-Administrativa Pacífico Sur, así como a la Región Hidrológica 19 Costa Grande de Guerrero.
De acuerdo a los estudios realizados en 2014, el acuífero cuenta con 10.27 millones de metros cúbicos anuales disponibles de agua para poder otorgar concesiones o asignaciones a terceros de acuerdo al marco jurídico existente, sin embargo, el acuífero debe estar sujeto a un mayor control de su aprovechamiento para evitar la sobreexplotación y la contaminación ante un fuerte riesgo de esto debido a las actividades económicas existentes.

## Población vinculada al acuífero
En la superficie del acuífero habitan de acuerdo al censo 2010 del Inegi, 13,029 habitantes ubicados en 119 localidades de los cuales solo una se considera urbana (San Jeronimito) y el resto se consideran localidades rurales.
Las principales actividades económicas en esta región son las agrícolas mediante el cultivo de maíz, frutas como mango, café cereza y papaya así como la producción de ganado bovino, porcino, ovino, caprino y aves de corral. En el municipio de Petatlán existen actividades de pesca y silvicultura. También existe la industria minera, principalmente en el municipio de Coyuca de Catalán de donde se extrae cobre, oro, plata y plomo y en menor medida fierro. Las actividades terciarias son también importantes en la región.